# Poecilorchestes decoratus
Poecilorchestes decoratus là một loài nhện trong họ Salticidae.
Loài này thuộc chi Poecilorchestes. Poecilorchestes decoratus được Eugène Simon miêu tả năm 1901.